# Viator (Konsul 495)
Flavius Viator (altgriechisch Βιάτωρ, Βεάτορος) war ein spätantiker römischer Politiker zur Zeit des Ostgotenreichs des späten 5. Jahrhunderts.
Viator war im Jahr 495 alleiniger Konsul (consul sine collega). Er trug den Ehrentitel vir clarissimus. In zwei Papyri wird er ὁ ἐνδοξότατος („der höchst Ehrenwerte“) genannt.